# La casa lobo
La casa lobo è un film d'animazione del 2018 diretto da Cristóbal León e Joaquín Cociña.

## Trama
Casa Lobo racconta la storia di Maria, una giovane ragazza che fugge da una colonia tedesca in Cile e si rifugia in una casa isolata nel bosco, in una sorta di fiaba oscura e onirica. La casa, però, si rivela essere un luogo inquietante e in continua trasformazione, che reagisce alle paure e ai desideri di Maria. Nella casa, Maria incontra due maiali che, attraverso metamorfosi surreali, si trasformano in figure umane di nome Pedro e Ana, con cui vive un'esperienza che riflette le sue ansie più profonde.
Il film, con la sua narrazione in stop-motion, si ispira a eventi reali legati alla comunità di Colonia Dignidad, nota per i suoi segreti e abusi durante la dittatura cilena. La trama utilizza simbolismi forti, come l'inquietudine generata dal lupo, che rappresenta le minacce esterne e le paure interne della protagonista, e il continuo mutare degli oggetti e delle persone all'interno della casa, che simboleggia l'instabilità emotiva di Maria e il trauma storico collettivo del Cile.

## Riconoscimenti
- 2018 - Festival di Berlino[1][2]
  - Premio Caligari
- 2018 - Festival internazionale del film d'animazione di Annecy[3]
  - Candidatura al Cristal per il lungometraggio
- 2020 - Boston Society of Film Critics Awards[4]
  - Miglior film d'animazione
- 2020 - Chicago Film Critics Association Awards[5]
  - Candidatura per il miglior film d'animazione
- 2020 - St. Louis Film Critics Association Awards[6]
  - Candidatura per il miglior film d'animazione